# Història de la longitud

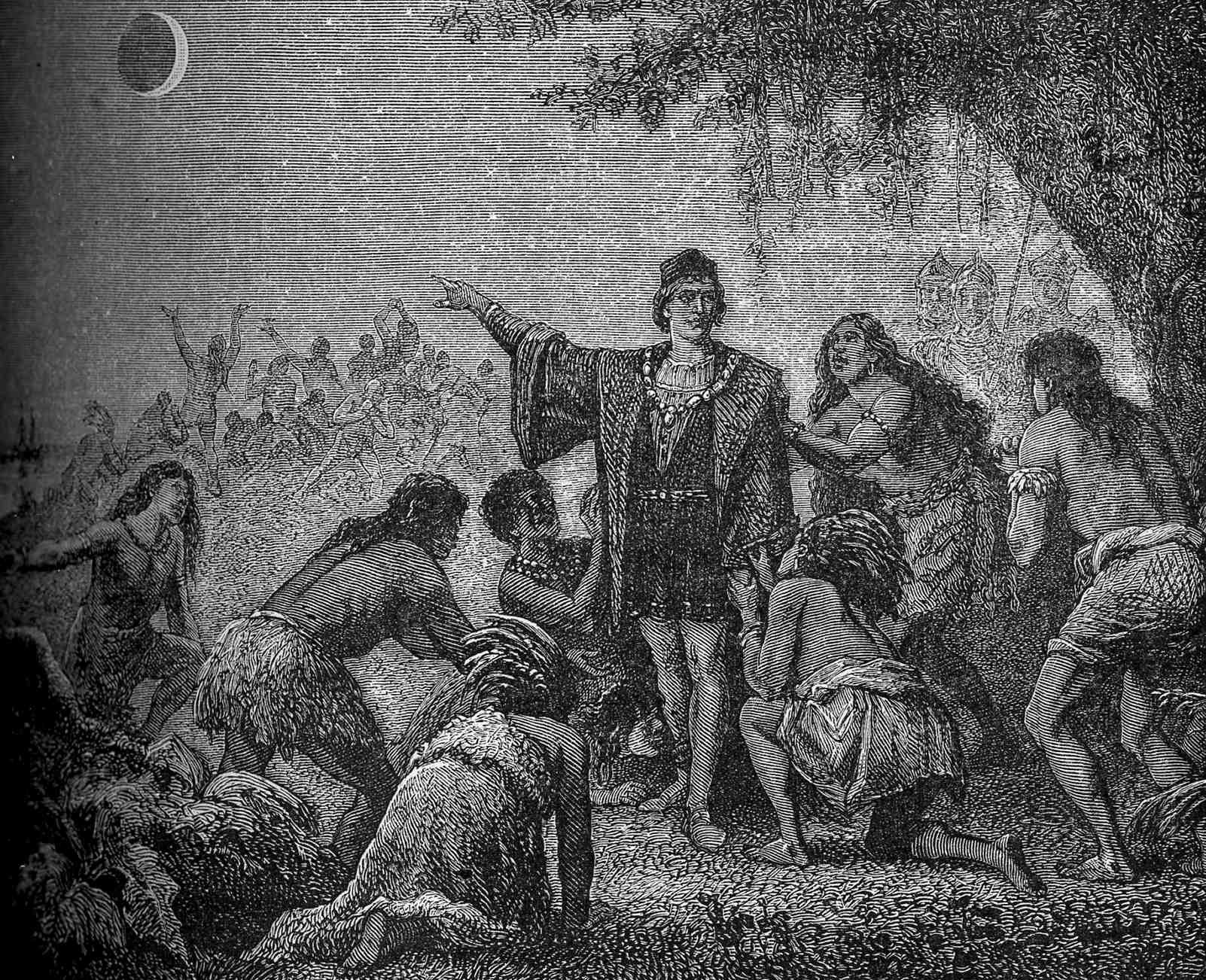
Eclipsi de lluna de Jamaica de 1504 utilitzat per al càlcul de la longitud

La història de la longitud és un registre de l'esforç realitzat per part de navegants i científics durant diversos segles per aconseguir un mitjà eficaç per a la determinació de la longitud geogràfica.
El mesurament de la longitud és important tant per a la cartografia com per a la navegació. Històricament, l'aplicació pràctica més important va ser proporcionar una navegació segura a través de l'oceà, la qual cosa requereix el coneixement de les dues coordenades del vaixell (la seva latitud i la seva longitud). Trobar un mètode de determinació de la longitud va costar segles i requerí la participació d'algunes de les més grans ments científiques.

## Història antiga

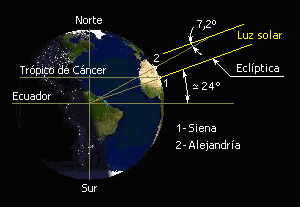
El càlcul del radi de la Terra d'Eratòstenes, primer pas per a expressar la longitud en el sistema per ell proposat

Eratòstenes al segle iii aC proposà per primera vegada un sistema amb Latituds i longituds per mostrar un mapa del món. Al segle ii aC, Hiparc de Nicea fou el primer a utilitzar aquest sistema per a especificar llocs de la Terra de manera unívoca. També proposà un sistema per determinar la longitud mitjançant la comparació de l'hora local d'un lloc amb un temps absolut. Aquest va ser el primer reconeixement que la longitud pot ser determinada pel coneixement exacte del temps. Al segle xi Al-Biruní creia que la Terra girava sobre el seu eix i això equival a la nostra noció moderna de la relació entre el temps i la longitud.

## Problema de la longitud
Determinar la longitud en terra era relativament fàcil en comparació amb la tasca que calia fer en el mar. Una superfície estable per treballar, un lloc còmode per viure mentre es duu a terme la tasca i la capacitat de repetir les mesures al llarg del període que es necessita, permeten una gran precisió. Òbviament, tot el que es pogués descobrir per a la solució del problema en el mar milloraria la determinació de la longitud en terra.
La determinació de la latitud, era relativament fàcil, ja que es podia deduir a partir de l'altura del sol sobre l'horitzó al migdia amb l'ajuda d'una taula, indicant la declinació del Sol per a aquest dia. Per intentar conèixer la longitud, els primers navegants havien de basar-se en la navegació per càlcul, un sistema molt poc precís en viatges llargs i sense terra a la vista, la qual cosa era prou perillosa.
Per evitar problemes per no saber amb exactitud la posició, els navegants es van basar, sempre que era possible, en l'aprofitament del coneixement de la latitud. Navegaven cap a la latitud de la seva destinació, i una vegada aconseguida, viraven cap a la seva destinació i seguien una línia de latitud constant. Aquest procediment es coneixia com a navegació a rumb occidental (cap a l'oest) o a rumb oriental (cap a l'est). Això impedia que un vaixell seguís la ruta més directa (un cercle màxim) o una ruta amb els vents i els corrents més favorables, allargant el viatge dies o fins i tot setmanes, i augmentant la probabilitat que les racions s'acabessin, la qual cosa podria portar a la mala salut o fins i tot la mort per als membres de la tripulació a causa de malalties (escorbut, etc.), amb el risc resultant per al vaixell.
Els errors en la navegació en nombroses ocasions es traduïen en naufragis. Motivats per una sèrie de catàstrofes marítimes atribuïbles a errors greus en el càlcul de la posició en el mar (desastres de gran repercussió pública, sobretot com el desastre naval de Scilly (1707), en el qual l'almirall sir Cloudesley Shovell va perdre quatre navilis de guerra), el govern britànic va establir la Junta de Longitud el 1714:
| « | "El coneixement de la longitud és de gran importància per a la seguretat de l'Armada i dels vaixells mercants de la Gran Bretanya, així com per a la millora del comerç, ja que molts navilis, per desconèixer la seva posició, s'han retardat en els seus viatges, i molts es van perdre... i hi haurà recompenses per a la persona o persones que descobreixin un mètode per al càlcul de la longitud. " | » |

Els premis havien de ser concedits pel descobriment i demostració d'un mètode pràctic per determinar la longitud d'un vaixell en el mar. Es van oferir en quantitats creixents d'acord amb l'exigència de solucions de precisió cada vegada major. Aquests premis, per un valor equivalent a milions de dòlars en moneda d'avui, van motivar a molts a buscar-ne una solució.
Gran Bretanya no estava sola en el desig de resoldre el problema. El rei de França Luis XIV fundà l'Acadèmia de Ciències de França el 1666. Se li va encomanar, entre una àmplia gamma d'altres activitats científiques, l'avanç de la ciència de la navegació i la millora de mapes i cartes. Des de 1715, l'Acadèmia va oferir un dels dos Prix Rouillés específicament per a la navegació. Felip II de Castella oferí un premi pel descobriment d'una solució al problema de la longitud el 1567; el 1598 el seu fill Felip III augmentà el premi. Holanda es va sumar a l'esforç amb un premi ofert el 1636. Navegants i científics de la majoria de països europeus estaven al corrent del problema i en participaren en la cerca d'una solució. A causa de l'esforç internacional per la solució del problema i l'escala de l'empresa, es pot considerar que el càlcul de la longitud representa un dels majors esforços científics de la història.

## Temps igual a longitud
Atès que la Terra gira a una velocitat constant de 360° per dia, o 15° per hora, en el temps sideri hi ha una relació directa entre el temps i la longitud. Si el navegant pot conèixer amb antelació l'hora en el port de sortida d'algun esdeveniment que ell mateix també pugui observar uns dies després (per exemple, un determinat succés astronòmic) i també sap l'hora a la qual en el seu vaixell s'observa aquest esdeveniment, la diferència entre l'hora en terra i l'hora en la nau li donarà la posició relativa de la nau pel que fa a terra. Conèixer el temps local aparent és relativament fàcil. El problema, en última instància, era la forma de conèixer a gran distància l'hora exacta del port de partida.

## Mètodes proposats per determinar el temps
La primera publicació d'un mètode per determinar el temps mitjançant l'observació de la posició de la Lluna va ser realitzada per Johannes Werner en la seva obra In hoc operi haec continentur. Nova translatio primi libri geographiae Cl. Ptolomaei, publicada a Nuremberg el 1514. El mètode va ser analitzat detalladament per Petrus Apianus en el seu Liber Cosmographicus (Landshut, 1524).
Sembla que Johannes Werner s'inspirà en una carta d'Amerigo Vespucci escrita el 1502, en què comentava: "... Jo sostinc que vaig aprendre [a calcular la meva longitud]... a partir dels eclipsis i conjuncions de la Lluna amb els planetes; i he perdut moltes nits de son en la conciliació dels meus càlculs amb els preceptes d'aquells savis que van elaborar els manuals i escrits dels moviments, conjuncions, aspectes i eclipsis de les dues lluminàries i dels estels errants, com el savi rei Alfons X en les seves Taules, Johannes Regiomontanus en el seu almanac, i Blanchinus, i el rabí Zacut en el seu almanac, que és perpetu; les tesis del qual van ser compostes en diferents meridians: el llibre del rei Alfons X en el meridià de Toledo, Johannes Regiomontanus en el de Ferrara, i els altres dos d'ells a Salamanca. El millor "rellotge" per utilitzar com a referència són els estels. En els al voltant de 27,3 dies solars d'una òrbita lunar, la Lluna es mou 360 graus al voltant del cel, i torna a la seva antiga posició entre els estels. Es tracta de 13 graus per dia, o poc més de 0,5 graus per hora. Així, mentre que la rotació de la Terra fa que els estels i la lluna semblen moure's d'est a oest a través del cel de la nit, la Lluna, a causa de la seva pròpia òrbita al voltant de la Terra, es lliura d'aquest moviment aparent, i sembla moure's cap a l'est (o retrògrada) en al voltant de 0,5 graus per hora. En altres paraules, la Lluna "es mou" a l'oest només 11,5 graus per hora".

### Proposta de Galileu: llunes de Júpiter
El 1612, després d'haver determinat els períodes orbitals de les quatre llunes més brillants dels satèl·lits (Io, Europa, Ganimedes i Calisto), Galileu proposà que amb un coneixement suficientment precís de les seves òrbites, es podria utilitzar la seva posició com un rellotge universal, que faria possible la determinació de la longitud, i va treballar ocasionalment en aquest problema durant la resta de la seva vida.
Per tenir èxit, aquest mètode requereix l'observació de les llunes des de la coberta d'un vaixell en moviment. Per a això, Galileu va proposar el celatone, un dispositiu en forma de casc amb un telescopi acoblat per poder acomodar el moviment del vaixell i el de l'observador a bord. Aquest sistema fou reemplaçat més tard per dues semiesferes separades per un bany d'oli. Això proporcionaria una plataforma que permetia a l'observador romandre immòbil mentre el vaixell es balancejava per sota d'ell, en la forma d'una suspensió de Cardan. Per establir la determinació del temps a partir de les posicions observades de les llunes, es disposava d'un Jovilabe (es tractava d'una calculadora analògica que permetia deduir l'hora a partir de les posicions astronòmiques i que deu el nom a les seves similituds amb un astrolabi). Els problemes pràctics van ser-ne considerables, i el mètode no s'arribà a utilitzar en el mar. No obstant això, sí que va ser utilitzat per a la determinació de la longitud en terra ferma.

### Propostes de Halley: ocultacions lunars, desviació magnètica
Al voltant de 1683, Edmund Halley va proposar utilitzar un telescopi per a observar el moment de l'ocultació d'un estel per la lluna (o per un trànsit) com un mitjà per determinar el temps en el mar.
Després de la mort de John Flamsteed, en el seu càrrec de nou astrònom reial Halley havia emprès la tasca d'observar les posicions estel·lars i la trajectòria de la lluna amb la intenció de complementar els coneixements existents i avançar en la seva proposta per determinar la longitud. En aquest moment, havia abandonat l'ús de les ocultacions, i preferia les aproximacions exclusivament. Halley no donà a conèixer els motius per a l'abandó de les ocultacions; no obstant això, hi ha pocs estels brillants ocults per la lluna i la tasca de documentar les posicions dels estels febles i la formació dels navegants per poder-los reconèixer hauria estat una tasca d'enormes proporcions. Usar les aproximacions de la lluna a estels brillants era un mètode evidentment més pràctic.
Encara que s'havia provat el mètode en el mar, mai va ser utilitzat àmpliament ni es va considerar un mètode viable. Les seves observacions, però, van contribuir posteriorment al desenvolupament del mètode de les distàncies lunars.
Halley també esperava que l'observació acurada de la declinació magnètica es podria emprar per a determinar la longitud. El camp magnètic de la Terra, però, no s'entenia bé en aquella època. Els mariners havien observat durant segles que el nord magnètic es desviava del nord geogràfic en molts llocs (s'ha dit que Cristòfor Colom fou el primer a reportar-ne el fenomen, però això no és exacte). Halley i altres esperaven que el patró de desviació, si era coherent, es podria utilitzar per a determinar la longitud.
Si la desviació mesurada coincidia amb la registrada en un gràfic, es podria deduir la posició. Halley utilitzà els seus viatges en el Pingue Paramour per a estudiar la variació magnètica i fou capaç de proporcionar mapes que mostren les isògones magnètiques o línies de Halley. Aquest mètode va ser finalment un fracàs, ja que les variacions localitzades de les tendències magnètiques generals que el mètode proporcionava eren poc fiables.

### Proposta de Mayer: mètode de les distàncies lunars
Com ja s'ha assenyalat, la primera publicació d'un mètode per a determinar el temps mitjançant l'observació de la posició de "la nostra lluna", la realitzà Johannes Werner el 1514. Un francès, Sieur de St. Pierre, posà aquest mètode en coneixement de Carles II d'Anglaterra el 1674. Entusiasta de la tècnica proposta, el rei estava en contacte directe amb els comissionats reials, entre els quals figurava Robert Hooke, que al seu torn consultà l'astrònom John Flamsteed. Flamsteed en recolzà la viabilitat del mètode, però lamentà la falta de coneixement detallat de les posicions estel·lars i del moviment de la lluna. El rei Carles hi respongué acceptant el suggeriment de Flamsteed per a la creació d'un observatori, i Flamsteed fou nomenat primer astrònom reial. Amb la creació de l'observatori de Greenwich, s'introduí un programa per mesurar les posicions dels estels amb alta precisió, i es va engegar el procés per desenvolupar un mètode de treball sobre les distàncies lunars. Per reforçar encara més la capacitat dels astrònoms de predir el moviment de la lluna, s'hi aplicà la teoria de la gravetat d'Isaac Newton.
L'astrònom alemany Tobias Mayer havia estat treballant en el mètode de les distàncies lunars per determinar amb precisió longituds en terra ferma. Havia mantingut correspondència amb Leonhard Euler, que li aportà la informació i les equacions necessàries per poder descriure els moviments de la lluna. Amb aquests estudis, Mayer havia produït el conjunt de taules de predicció de la posició de la Lluna més precises fins a aquell moment. Aquestes taules s'enviaren a la Junta de Longitud per a la seva avaluació i consideració per rebre el premi ofert. Amb aquestes taules, i després dels seus propis experiments al mar utilitzant el mètode de les distàncies lunars, Nevil Maskelyne proposà la publicació anual de les prediccions de la distància lunar en un almanac nàutic oficial per localitzar la longitud en alta mar amb mig grau de precisió.
Sent un defensor entusiasta del mètode de les distàncies lunars, Maskelyne i el seu equip de calculistes van treballar febrilment durant tot l'any 1766 en la preparació de taules per al nou Almanac Nàutic i d'Efemèrides Astronòmiques. Publicat per primera vegada amb dades de l'any 1767, incloïa taules diàries de les posicions del Sol, la Lluna i els planetes i altres dades astronòmiques, així com taules de distàncies lunars, amb la distància de la Lluna des del Sol i respecte a una nova sèrie d'estels propicis per a les observacions lunars (deu estels en els primers anys).
Aquesta publicació es va convertir posteriorment en l'almanac estàndard per als navegants de tot el món. En estar les seves dades basades en l'Observatori Reial de Greenwich, això portà anys després a l'adopció del temps mitjà de Greenwich com un estàndard internacional.

### Proposta de Harrison: cronòmetre marí

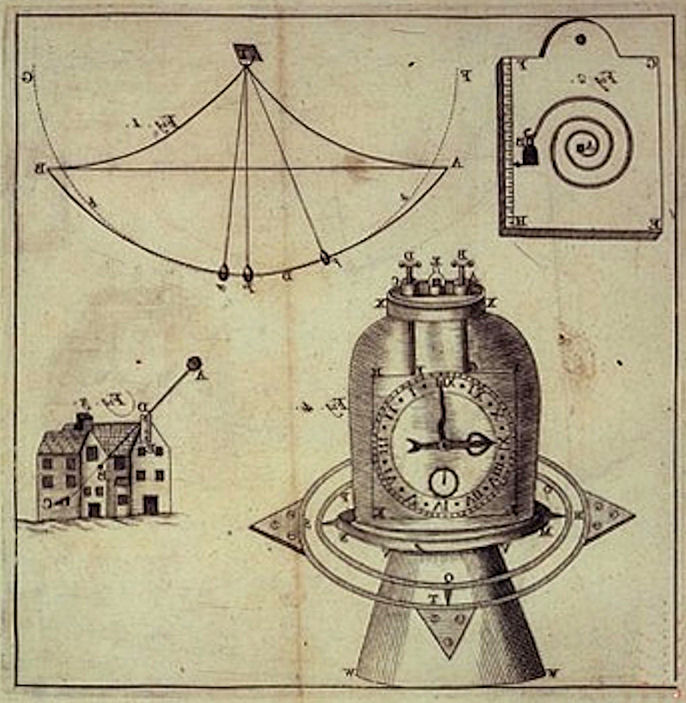
Cronòmetre marí de Jeremy Thacker

Una altra solució proposada era usar un rellotge mecànic capaç de mantenir l'hora correcta d'un lloc de referència per portar-ho a bord d'un vaixell. El concepte d'usar un rellotge pot ser atribuït a Gemma Frisius, tot i que també va ser proposat per Fernando Colón.
Ja s'havien realitzat intents en terra mitjançant rellotges de pèndol amb un cert èxit. En particular, Christiaan Huygens havia desenvolupat rellotges de pèndol que permetien determinar amb precisió la longitud en terra. També va plantejar l'ús de molles per a regular la marxa dels rellotges, encara que existeix una certa controvèrsia sobre si va ser ell o Robert Hooke el primer a proposar aquesta idea. No obstant això, influents científics com per exemple Isaac Newton es van mostrar pessimistes sobre que es pogués desenvolupar un rellotge amb la precisió requerida. En aquella època no hi havia rellotges capaços de mantenir l'hora exacta mentre eren sotmesos a les condicions d'un vaixell en moviment. Els moviments de capcineig i de guinyada, juntament amb els cops de vent i les ones, impedien que els rellotges existents fins al moment poguessin mantenir l'hora correcta.
Malgrat aquest pessimisme, un petit grup de científics i inventors considerà que la resposta estava en el cronòmetre, per això s'havia d'emprendre el desenvolupament d'un mesurador de temps millorat que pogués funcionar correctament fins i tot en llargs viatges marins. Aquest considerable problema tecnològic trobà una solució el 1760 per John Harrison (en els seus orígens, un fuster de Yorkshire, que a força de tenacitat acabà convertint-se en un especialista en el disseny i construcció de rellotges de precisió) amb el seu cronòmetre marí, rellotge que més tard va ser conegut com a H-4.
Al llarg de més de 30 anys, John Harrison construí quatre cronòmetres, dos dels quals van ser provats en el mar. El seu primer model, l'H-1, no va ser provat en les condicions requerides per la Junta de Longitud. En canvi, realitzà proves amb l'Almirallat en un viatge d'anada i tornada a Lisboa. El rellotge es va comportar de manera excel·lent, però el perfeccionisme de Harrison li va impedir enviar-lo a la prova obligatòria en un viatge fins a les Índies Occidentals. En el seu lloc, s'embarcà en la construcció de l'H-2. Aquest cronòmetre mai no va ser provat en el mar, i fou seguit immediatament per l'H-3. No satisfet encara amb el seu treball, Harrison va produir l'H-4, que superà les proves en el mar i va complir tots els requisits per al Premi de la Longitud. No obstant això, es van posar objeccions a l'estricte compliment d'algunes de les condicions del concurs, i no va ser guardonat amb el premi, i es veié obligat a lluitar per la seva recompensa.
Encara que el Parlament Britànic finalment el recompensà pel seu cronòmetre marí el 1773, l'ús dels seus cronòmetres trigà molt a generalitzar-se. Desenvolupaments posteriors com els cronòmetres de Thomas Earnshaw eren adequats per a l'ús nàutic general cap a mitjan segle XIX (1836), però continuaven sent molt cars i el mètode de les distàncies lunars es va seguir utilitzant durant diversos decennis.

## Distàncies lunars o cronòmetres?

La longitud relativa a una posició (Greenwich) es pot calcular amb la posició del sol i el temps de referència (UTC/GMT)

El mètode de la distàncies lunars era inicialment ardu d'utilitzar, a causa del temps que calia invertir-hi per la complexitat dels càlculs de posició lunar. Els primers assajos del mètode podien costar quatre hores d'esforç. No obstant això, la publicació de l'Almanac Nàutic al començament de 1767 va proporcionar taules precalculades de distàncies de la Lluna a diversos objectes celestes en intervals de tres hores per a cada dia de l'any. Això va fer que el procés fos molt més pràctic, i reduí el temps dels càlculs a menys de 30 minuts i fins i tot a només deu minuts amb alguns mètodes de taules més precises. Les distàncies lunars s'utilitzaren àmpliament en el mar des de 1767 fins a 1905. Amb les noves taules amb els haversines de José de Mendoza y Ríos de 1805, els càlculs varen quedar reduïts a uns minuts.
Entre 1800 i 1850 (primer els navegants britànics i francesos, més tard als Estats Units, Rússia i altres estats), alguns cronòmetres marins assequibles i fiables estaven disponibles, amb una tendència a substituir el mètode lunar tan aviat com poguessin arribar al mercat en quantitats suficients. Era possible comprar tres o més cronòmetres que serviren de control l'un de l'altre, encara que segons Nathaniel Bowditch no es podien usar perquè eren molt cars, amb un preu (dels tres) que igualava el cost d'un petit vaixell mercant, sense cap mena de dubte molt superior al d'un bon sextant de qualitat suficient per a la navegació pel mètode lunar, que es va continuar emprant fins 1906.
Dos cronòmetres proporcionen doble redundància modular, cosa que dona una seguretat si un deixa de funcionar, però no permet cap mena de correcció d'errors si els dos mostren una hora diferent, és a dir, en cas de contradicció entre els dos cronòmetres, és impossible saber quin és el correcte (la detecció d'errors obtinguda seria la mateixa que en cas de tenir només un cronòmetre, comprovant-lo periòdicament: cada dia al migdia vs. càlcul). Tres cronòmetres proporcionen triple redundància modular, cosa que permet una correcció d'errors quan tots tres marquen una hora diferent, de manera que al pilot només li cal prendre la mitjana dels dos amb lectura més parella (vot de precisió de mitjana). Hi ha un vell proverbi en aquest sentit, que diu: "No surtis mai a navegar amb dos cronòmetres, agafa'n un o tres". Hi va haver un temps que aquesta possibilitat no estava a l'abast de tothom, ja que el cost de tres cronòmetres prou precisos era més elevat que el cost d'un petit vaixell mercant. Hi havia vaixells que portaven més de tres cronòmetres; per exemple, l'HMS Beagle portava 22 cronòmetres.
A finals del segle xix, molts pilots d'altura a tot el món havien deixat d'utilitzar el mètode de les distàncies lunars. No obstant això, els experts navegants van continuar usant-lo fins a una data tan tardana com 1905, quan Marconi ja havia travessat l'Atlàntic amb un senyal de ràdio. Per a molts pilots d'altura era un exercici, ja que era un requisit acadèmic per a obtenir certes llicències a la marina. També va continuar en ús en l'exploració de territoris i en cartografia, en què els cronòmetres en condicions molt dures no sempre podien ser segurs. L'Almanac Nàutic Britànic va publicar taules de distàncies lunars fins al 1906 i les instruccions fins al 1924. Aquestes taules van aparèixer per última vegada en l'Almanac Nàutic USNO de 1912, encara que un apèndix que explica com generar valors únics de distàncies lunars es publicà en una data tan tardana com la dècada de 1930. La presència de taules de distància lunar en aquestes publicacions fins a principis del segle XX va ser aturada, quan el desenvolupament de la tecnologia de senyals horaris telegràfics sense fils a començament del segle xx, utilitzada en combinació amb cronòmetres marins, va posar el punt final a l'ús de les taules de distàncies lunars.

## Solucions modernes - senyal horari
El senyal horari es va emetre per primera vegada per telegrafia el 1904, i fou la Marina dels EUA qui va iniciar aquest sistema des del Navy Yard a Boston. Una altra emissió regular començà a emetre des d'Halifax, Nova Escòcia, el 1907, i els senyals horaris que van arribar a ser més utilitzats es difonien des de la Torre Eiffel a partir de 1910. A mesura que els vaixells adoptaven el telègraf per a les comunicacions, van començar a rebre senyals horaris a bord per ajustar-se els cronòmetres. Aquest mètode va reduir dràsticament la importància de les distàncies lunars com a mitjà de verificació dels cronòmetres.
Els marins moderns tenen una sèrie d'opcions per a determinar la informació exacta de la seva posició, incloent el radar i el sistema de posicionament global, conegut popularment com a GPS, un sistema de navegació per satèl·lit. Amb refinaments tècnics que fixen la posició amb una precisió de metres, els senyals de radi basats en el sistema LORAN també estan guanyant una considerable popularitat. La combinació de mètodes independents s'utilitza com una forma de millorar l'exactitud en la determinació de posicions fixes. No obstant això, fins i tot amb la disponibilitat de diversos mètodes moderns de determinació de posició, el cronòmetre marí i el sextant solen portar-se en els vaixells com un sistema addicional de seguretat.

## Altres millores per a la longitud en terra ferma
Per determinar la longitud en terra ferma, el mètode preferit era l'intercanvi de cronòmetres entre observatoris per determinar amb precisió les diferències en temps locals, en relació amb l'observació del trànsit astronòmic de pas dels estels a través del meridià de cada lloc.
Un mètode alternatiu n'era l'observació simultània de l'ocultació d'estels en diferents observatoris. Atès que l'esdeveniment succeeix en un moment conegut, proporciona un mitjà exacte per determinar la longitud. En alguns casos, es van organitzar expedicions especials per observar una ocultació o un eclipsi concrets amb l'objecte de determinar la longitud d'un lloc que no tenia un observatori permanent.
Des de mitjan segle xix, el telègraf permeté sincronitzar amb gran precisió les observacions d'estels. Aquest sistema millorà significativament la precisió dels mesuraments de longitud. El Reial Observatori de Greenwich i el Servei Geodèsic Nacional dels Estats Units van coordinar a escala internacional les campanyes de mesurament de la longitud d'Amèrica del Nord en les dècades de 1850 i 1860, amb el resultat d'una millora en la precisió de mapes i en la seguretat de la navegació. La sincronització mitjançant l'ús de senyals de ràdio va continuar durant el segle XX. En la dècada de 1970, la utilització de satèl·lits va ser desenvolupada per mesurar amb més precisió les coordenades geogràfiques, amb la posterior generalització de l'ús dels sistemes de posicionament global.

## Contribucions de científics notables
En el procés de cerca d'una solució al problema de determinar la longitud, molts científics van realitzar notables aportacions al coneixement de l'astronomia i la física.
- Galileu - Estudis detallats de les llunes de Júpiter, la qual cosa va demostrar l'afirmació de Ptolemeu que no tots els objectes celestes orbiten al voltant de la Terra.
- Robert Hooke - Determinació de la relació entre les forces i desplaçaments en els molls, que sentà les bases per a la teoria de l'elasticitat.
- Jakob Bernoulli, amb millores de Leonhard Euler - Invenció del càlcul de variacions per a la solució de Bernoulli al problema de la braquistòcrona (trobar la forma de la trajectòria d'un pèndol amb un període que no variï amb el grau de desplaçament lateral). Aquest refinament va permetre millorar la precisió dels rellotges de pèndol.
- John Flamsteed i molts altres - Formalització de les observacions astronòmiques amb la instal·lació d'observatoris astronòmics, continuant l'avanç de l'astronomia com una ciència.
- John Harrison - Invenció del pèndol de graella bimetàl·lic, juntament amb altres estudis sobre el comportament tèrmic dels materials. Això va contribuir a l'evolució de la mecànica de sòlids. La invenció dels rodaments cilíndrics també va contribuir a millores en els dissenys d'enginyeria mecànica.